# Viola gmeliniana
Viola gmeliniana là một loài thực vật có hoa trong họ Hoa tím. Loài này được Roem. & Schult. miêu tả khoa học đầu tiên năm 1819.